# Bù 1
Bù 1 (tiếng Anh: one's complement) là một số trong hệ nhị phân mà nó chính là bù cơ số trừ 1 (radix-minus-1 complement) của một số khác. Một số bù 1 có thể có được do đảo tất cả các bit có trong số nhị phân (đổi 1 thành 0 và ngược lại).
Bên cạnh phương pháp bù 2, bù 1 cũng thường được sử dụng để biểu diễn số âm trong máy tính. Theo phương pháp này, bit cực trái (là bit nằm bên trái cùng của byte) được sử dụng làm bit dấu (sign bit - là bit tượng trưng cho dấu của số) với quy ước: nếu bit dấu là 0 thì số là số dương, còn nếu nó là 1 thì số là số âm. Ngoài bit dấu này ra, các bit còn lại được dùng để biểu diễn độ lớn của số.
Ví dụ: số −5 được biểu diễn trong máy tính theo phương pháp bù 1 như sau (với mẫu 8 bit): đầu tiên, xác định số 5 được biểu diễn trong máy tính: 0000 0101. Tiếp theo, đảo tất cả các bit có trong số 5: kết quả sau khi đảo: 1111 1010. Vì là biểu diễn số âm nên bit bên trái cùng luôn giữ là 1.
Vậy với phương pháp bù 1, số −5 được biểu diễn trong máy tính như sau: 1111 1010.

## Thực hiện phép cộng với số bù 1
Khi thực hiện phép tính cộng với số âm biểu diễn theo phương pháp bù 1, ta thực hiện như phép cộng nhị phân bình thường. Trong trường hợp khi đã thực hiện phép cộng đến bit cực trái mà vẫn phát sinh bit nhớ thì ta cộng tiếp bit nhớ này vào kết quả vừa nhận được.
Ví dụ:
1. Cộng hai số thập phân −5 với 2 (mẫu 8 bit):
```
  1111 1010 (số bù 1 của 
−
5)
+ 0000 0010 (số 2 ở hệ nhị phân)
===========
  1111 1100(số bù 1 của 
−
3)
```

2. Cộng hai số thập phân −5 với −7 (mẫu 8 bit):
```
  1111 1010 (số bù 1 của 
−
5)
+ 1111 1000 (số bù 1 của 
−
7)
===========
  1111 0010 (còn nhớ 1)
+         1 (cộng tiếp với bit nhớ)
===========
  1111 0011 (số bù 1 của 
−
12)
```

Ta thấy: khi cộng hai bit cực trái của hai số 1111 1010 và 1111 1000, ta được kết quả là 1111 0010 và còn nhớ 1, do đó, ta tiếp tục cộng bit nhớ vào kết quả vừa nhận được để ra kết quả cuối cùng.

## Tràn số
Xét trường hợp ta đang có hai số âm −5 và −6 ở hệ thập phân. Biểu diễn nhị phân bằng phương pháp bù 1 với mẫu 4 bit của hai số trên lần lượt là 1010 và 1001. Giả sử, bây giờ, ta cần cộng hai số này.
Ta thực hiện phép cộng:
```
  1010 (số bù 1 của 
−
5)
+ 1001 (số bù 1 của 
−
6)
======
  0011 (còn nhớ 1)
+    1
======
  0100
```

Ta thấy, kết quả nhận được là 0100. Nếu đổi ra hệ thập phân, đây là số nguyên dương 4 chứ không phải −11 như mong đợi.
Vấn đề như trên được gọi là tràn số. Nó xảy ra khi ta lấy số lượng bit để biểu diễn quá ít (như trong ví dụ trên là mẫu 4 bit). Để có thêm thông tin về vấn đề này, xin xem bài tràn số.